# Forsteronia obtusiloba
Forsteronia obtusiloba är en oleanderväxtart som beskrevs av Müll. Arg.. Forsteronia obtusiloba ingår i släktet Forsteronia och familjen oleanderväxter. Inga underarter finns listade i Catalogue of Life.